# Junior dos Santos
Junior dos Santos Almeida (Caçador, 30 gennaio 1984) è un artista marziale misto brasiliano.
Combatte nella divisione dei pesi massimi della  Eagle Fighting Championship, in precedenza ha militato per diversi anni in UFC nella quale è stato campione di categoria tra il 2011 e il 2012 quando vinse la cintura contro Cain Velasquez per poi perderla contro lo stesso nell'incontro di rivincita; ebbe anche un terzo incontro per il titolo contro Velasquez nel 2013, nel quale venne nuovamente sconfitto. Ha fatto anche da allenatore nella tredicesima stagione del reality show The Ultimate Fighter.

## Caratteristiche tecniche
Dos Santos basa il suo successo nelle arti marziali miste su una boxe che non ha eguali nelle MMA, accentuata da una grande velocità nei movimenti e da un'ottima precisione e potenza nei pugni portati, che spesso finiscono per stendere l'avversario; in particolare il suo montante appare devastante, ma è abile anche nel boxare a distanza con il jab. Nel primo incontro perso in UFC contro Velasquez ha dimostrato di avere un mento di granito, riuscendo ad assorbire i tremendi colpi sferrati dal rivale.
Inoltre è abilissimo nel difendersi dai tentativi degli avversari nel portarlo a terra, abbassando ulteriormente le possibilità di successo per quegli avversari che basano il proprio stile di combattimento sul grappling. Seppur sia stato raramente messo alla prova nella lotta a terra dos Santos si allena costantemente nel jiu jitsu brasiliano e nel primo incontro perso contro un maestro del ground and pound come Velasquez ha dimostrato un ottimo grappling difensivo riuscendo quasi sempre a tornare in piedi.
Combatte sotto la tutela dell'ex campione dei pesi massimi Pride Antônio Rodrigo Nogueira e dell'ex campione dei pesi medi UFC Anderson Silva.

## Carriera

### Inizi
Dos Santos diventa professionista nel 2006 all'età di 21 anni, combattendo in piccole federazioni brasiliane come Demo Fight, Extreme Fighting Championship, Minotauro Fights e Mo Team League. Qui vince sei dei suoi primi sette incontri con l'unica sconfitta patita da Joaquim Ferreira in un rematch.

### Ultimate Fighting Championship

#### La corsa al titolo

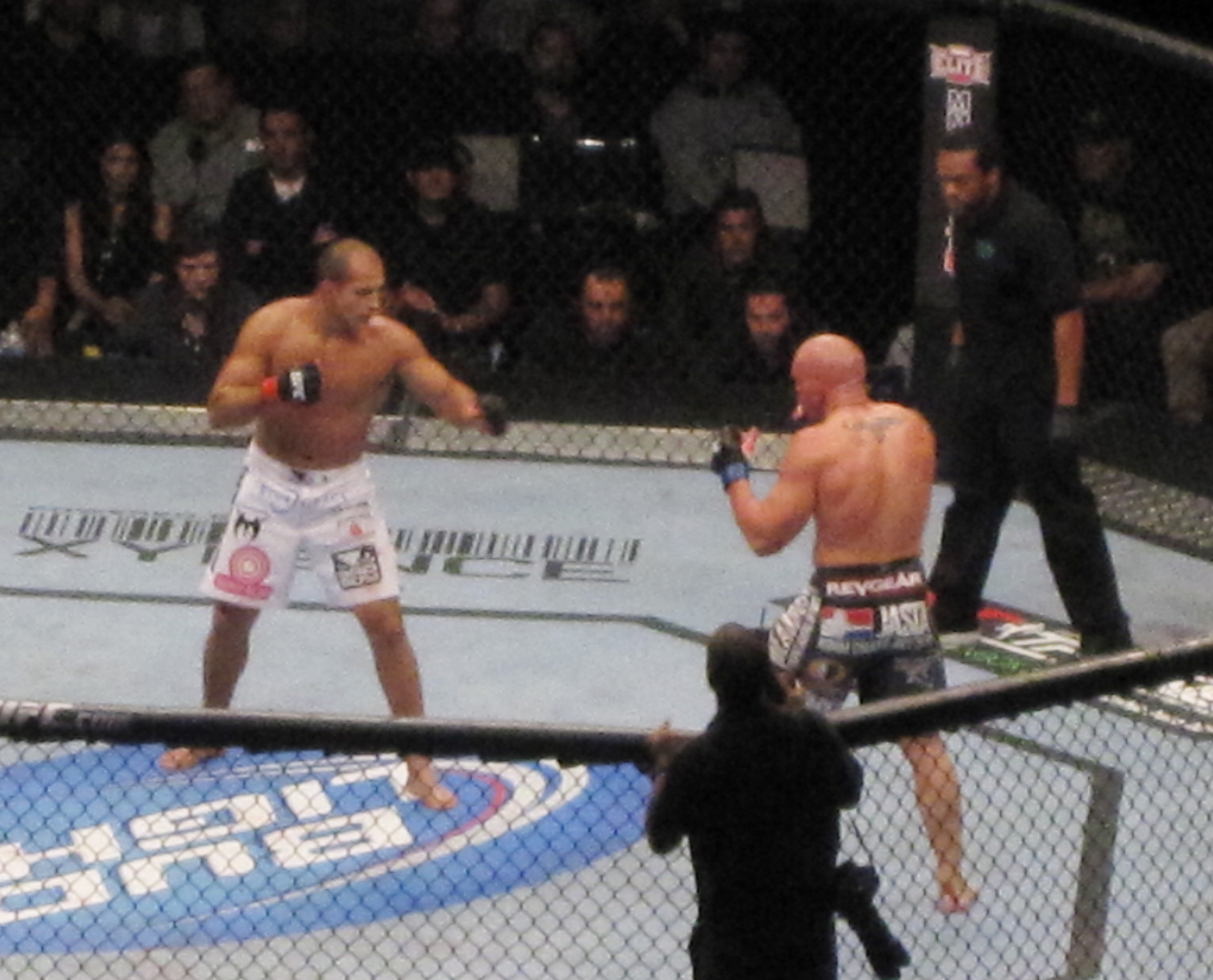
Junior dos Santos e Shane Carwin a UFC 131

Dos Santos debuttain UFC nel pay per view UFC 90 mandando KO il più accreditato rivale Fabrício Werdum durante la prima ripresa con un potente uppercut. In seguito sconfigge ad UFC 95 Stefan Struve al primo round per KO tecnico mentre a UFC 103 ottiene una prestigiosa vittoria contro Mirko Filipović al terzo round. Il 21 marzo 2010 Dos Santos sconfigge Gabriel Gonzaga a UFC Live: Vera vs. Jones per KO al primo round.
Il 7 agosto 2010 Dos Santos affronta Roy Nelson ad UFC 117 con in palio la possibilità di diventare il primo sfidante al titolo dei pesi massimi. L'incontro si conclude con la vittoria di Dos Santos per decisione unanime dei giudici (30–26, 30–27, 30–27). Un infortunio e la conseguente operazione fermano però il campione Cain Velasquez così Dos Santos viene scelto per partecipare come allenatore al programma The Ultimate Fighter contrapposto al team di Brock Lesnar. I due avrebbero dovuto affrontarsi l'11 giugno 2011 nel corso di UFC 131 ma Lesnar è costretto a rinunciare a causa di un infortunio venendo così rimpiazzato da Shane Carwin che viene dominato da dos Santos, vincitore per decisione unanime dei giudici.

#### Campione dei pesi massimi UFC

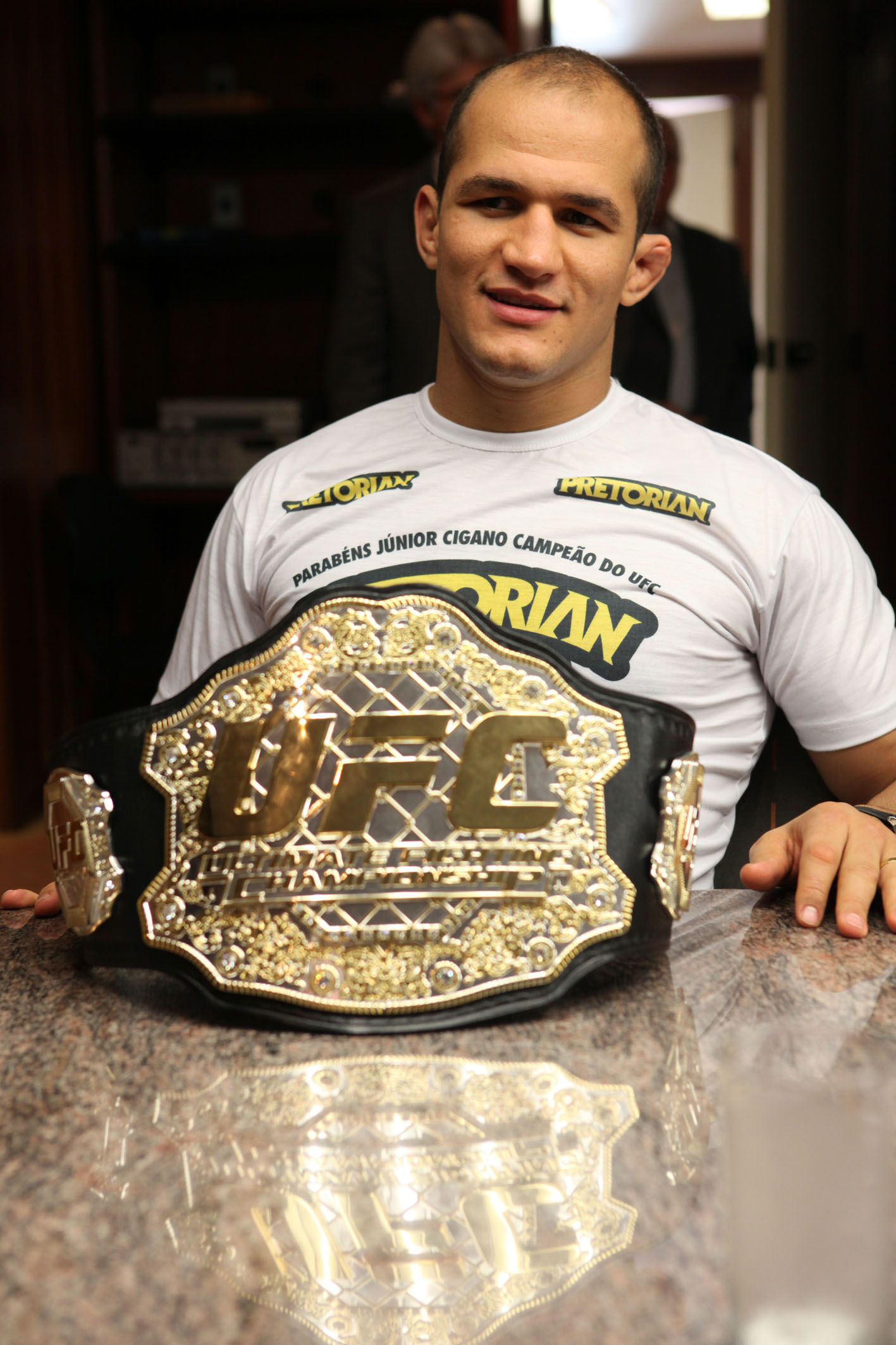
Junior dos Santos con la cintura di campione dei pesi massimi UFC

L'attesissimo match titolato contro l'imbattuto Velasquez, originariamente previsto per il 19 novembre 2011, viene anticipato di una settimana in modo da coincidere col debutto dell'Ultimate Fighting Championship sulla rete televisiva Fox. Nell'attesissimo incontro Cigano mette KO Velasquez dopo solo 1 minuto e 4 secondi dall'inizio del match con un potente destro laureandosi nuovo UFC heavyweight champion ed infliggendo al messicano la prima pesante sconfitta in carriera dopo nove match da imbattuto. Dos Santos vince anche il premio per "Knockout of the Night". Pare che a seguito del match però il nuovo campione debba operarsi per un infortunio al menisco per il quale dovrà attendere un mese per la ripresa degli allenamenti.
Qualche settimana dopo la vittoria del titolo, Junior Dos Santos esprime il desiderio di competere nella boxe alle Olimpiadi di Rio de Janeiro del 2016.
Il suo prossimo avversario avrebbe dovuto essere l'olandese Alistair Overeem, il quale ha sconfitto facilmente Brock Lesnar in un incontro che decretava il primo sfidante del brasiliano a UFC 141, evento che si è rivelato essere l'ultimo di Lesnar nelle arti marziali miste; Overeem venne però testato positivo al doping e conseguentemente escluso dai giochi e sostituito con Frank Mir, un ex campione dei pesi massimi UFC esperto di lotta a terra.
Il match si svolse il 26 maggio alla MGM Grand Arena di Las Vegas dove Dos Santos si dimostrò nettamente superiore all'avversario americano Frank Mir. La strategia del "Cigano" fu quella di evitare qualsiasi contatto prolungato con Mir colpendolo con pugni rapidi e davvero precisi sia al volto che all'addome. Questi ultimi si sono fatti sentire soprattutto nella seconda ripresa quando Mir andò KO. Un KO che fu l'estrema conseguenza di un diretto destro chirurgico che Dos Santos portò a segno sul volto di Mir che, una volta caduto al tappeto, venne messo fuori dai giochi con un incredibile pugno a martello che sancì la fine dell'incontro e la conferma di Junior Dos Santos come campione mondiale dei pesi massimi UFC.

#### Debacle nella trilogia contro Velasquez e carriera successiva
Il 29 dicembre 2012 con l'evento UFC 155: Dos Santos vs. Velasquez II Dos Santos concede la rivincita al rivale Cain Velasquez: questa volta il lottatore di origini messicane si riprende la cintura con una convincente prova nella quale domina Dos Santos anche nello striking, e dopo cinque combattuti round i giudici lo premiano con i punteggi di 50-45, 50-43 e 50-44; fu la prima sconfitta per Dos Santos in UFC.
Nel 2013 dos Santos ottiene la possibilità di sfidare per la terza volta Velasquez quando riesce a sconfiggere per KO l'ex campione K-1 Mark Hunt con un calcio girato, colpo insolito per il brasiliano; Hunt era presente in sostituzione dell'indisponibile Alistair Overeem, con il quale dos Santos aveva in programma una sfida da molti attesa.
Dos Santos chiuse la trilogia di incontri per il titolo contro Cain Velasquez nell'ottobre del 2013 con un'altra meritata sconfitta e con la prima in carriera venuta per KO tecnico.
Il successivo incontro avrebbe dovuto svolgersi nel maggio del 2014 a San Paolo contro il numero 7 dei ranking Stipe Miočić, ma "Cigano" riportò un infortunio ad una mano e diede forfait, venendo sostituito dal connazionale Fábio Maldonado.
La sfida contro Miočić si realizzò in dicembre: dos Santos venne messo gravemente in difficoltà dall'ottima boxe dell'avversario, ma riuscì a riemergere negli ultimi round e vinse per decisione unanime dei giudici di gara; entrambi gli atleti vennero premiati con il riconoscimento Fight of the Night.
Dopo un anno lontano dalle competizioni, dos Santos tornò a combattere a dicembre del 2015 contro Alistair Overeem. Nella seconda ripresa, Junior venne colpito in pieno volto da un gancio sinistro e una volta finito al tappeto venne finalizzato con il ground and pound.
Ad aprile del 2016 affrontò Ben Rothwell all'evento UFC Fight Night 86. Dopo cinque round caratterizzati esclusivamente sulla lotta in piedi, dos Santos ottenne una vittoria netta per decisione unanime.
Il 13 maggio 2017 affronta per la seconda volta Stipe Miocic, ma nell'incontro valido per il titolo lo statunitense di origini croate riesce a vendicarsi della sconfitta subìta nel 2014 mettendo KO dos Santos alla prima ripresa con un potente destro al volto. Il 14 luglio 2018 torna alla vittoria contro il debuttante Blagoy Ivanov, bissando poi il successo il 2 dicembre infliggendo la prima sconfitta in carriera al giovane Tai Tuivasa.
Apre il suo 2019 con la terza vittoria consecutiva battendo per KO tecnico alla seconda ripresa il numero 3 di categoria Derrick Lewis nell'incontro disputatosi il 9 marzo e giudicato Fight of the Night; il 29 giugno, tuttavia, subisce una brusca battuta d'arresto quando viene messo KO al primo round dall'ex contendente al titolo Francis Ngannou, che avrebbe dovuto affrontare nel 2017.

## Risultati nelle arti marziali miste
| Risultato | Record | Avversario            | Metodo                              | Evento                                   | Data              | Round | Tempo | Luogo                          | Note                                            |
| --------- | ------ | --------------------- | ----------------------------------- | ---------------------------------------- | ----------------- | ----- | ----- | ------------------------------ | ----------------------------------------------- |
| Sconfitta | 21-10  | Yorgan De Castro      | KO Tecnico (infortunio alla spalla) | Eagle FC 47                              | 20 maggio 2022    | 3     | 0:35  | Miami, Stati Uniti             |                                                 |
| Sconfitta | 21-9   | Cyril Gane            | KO tecnico (gomitata)               | UFC 256: Figueiredo vs. Moreno           | 12 dicembre 2020  | 2     | 2:34  | Las Vegas, Stati Uniti         |                                                 |
| Sconfitta | 21-8   | Jairzinho Rozenstruik | KO tecnico (pugni)                  | UFC 252: Miocic vs. Cormier 3            | 15 agosto 2020    | 2     | 3:47  | Las Vegas, Stati Uniti         |                                                 |
| Sconfitta | 21-7   | Curtis Blaydes        | KO tecnico (pugni)                  | UFC Fight Night: Blaydes vs. dos Santos  | 25 gennaio 2020   | 2     | 1:06  | Raleigh, Stati Uniti           |                                                 |
| Sconfitta | 21-6   | Francis Ngannou       | KO tecnico (pugni)                  | UFC on ESPN: Ngannou vs. dos Santos      | 29 giugno 2019    | 1     | 1:11  | Minneapolis, Stati Uniti       |                                                 |
| Vittoria  | 21-5   | Derrick Lewis         | KO tecnico (pugni)                  | UFC Fight Night: Lewis vs. dos Santos    | 9 marzo 2019      | 2     | 1:58  | Wichita, Stati Uniti           | Fight of the Night                              |
| Vittoria  | 20-5   | Tai Tuivasa           | KO tecnico (pugni)                  | UFC Fight Night: dos Santos vs. Tuivasa  | 2 dicembre 2018   | 2     | 2:30  | Adelaide, Australia            |                                                 |
| Vittoria  | 19-5   | Blagoy Ivanov         | Decisione (unanime)                 | UFC Fight Night: dos Santos vs. Ivanov   | 14 luglio 2018    | 5     | 5:00  | Boise, Stati Uniti             |                                                 |
| Sconfitta | 18-5   | Stipe Miočić          | KO Tecnico (pugni)                  | UFC 211: Miocic vs dos Santos 2          | 13 maggio 2017    | 1     | 2:22  | Dallas, Stati Uniti            | Per il titolo dei pesi massimi UFC              |
| Vittoria  | 18-4   | Ben Rothwell          | Decisione (unanime)                 | UFC Fight Night: Rothwell vs. dos Santos | 10 aprile 2016    | 5     | 5:00  | Zagabria, Croazia              |                                                 |
| Sconfitta | 17-4   | Alistair Overeem      | KO Tecnico (pugni)                  | UFC on Fox: dos Anjos vs. Cerrone 2      | 19 dicembre 2015  | 2     | 4:43  | Orlando, Stati Uniti           |                                                 |
| Vittoria  | 17-3   | Stipe Miočić          | Decisione (unanime)                 | UFC on Fox: dos Santos vs. Miocic        | 13 dicembre 2014  | 5     | 5:00  | Phoenix, Stati Uniti           |                                                 |
| Sconfitta | 16-3   | Cain Velasquez        | KO Tecnico (pugni)                  | UFC 166: Velasquez vs. dos Santos 3      | 19 ottobre 2013   | 5     | 3:09  | Houston, Stati Uniti           | Per il titolo dei Pesi Massimi UFC              |
| Vittoria  | 16-2   | Mark Hunt             | KO (calcio girato e pugni)          | UFC 160: Velasquez vs. Bigfoot 2         | 25 maggio 2013    | 3     | 4:18  | Las Vegas, Stati Uniti         | Eliminatoria per il titolo dei Pesi Massimi UFC |
| Sconfitta | 15-2   | Cain Velasquez        | Decisione (unanime)                 | UFC 155: Dos Santos vs. Velasquez II     | 29 dicembre 2012  | 5     | 5:00  | Las Vegas, Stati Uniti         | Perde il titolo dei Pesi Massimi UFC            |
| Vittoria  | 15-1   | Frank Mir             | KO Tecnico (pugni)                  | UFC 146: Dos Santos vs. Mir              | 26 maggio 2012    | 2     | 3:04  | Las Vegas, Stati Uniti         | Difende il titolo dei Pesi Massimi UFC          |
| Vittoria  | 14-1   | Cain Velasquez        | KO Tecnico (pugni)                  | UFC on Fox: Velasquez vs. Dos Santos     | 12 novembre 2011  | 1     | 1:04  | Anaheim, Stati Uniti           | Vince il titolo dei Pesi Massimi UFC            |
| Vittoria  | 13-1   | Shane Carwin          | Decisione (unanime)                 | UFC 131: Dos Santos vs. Carwin           | 11 giugno 2011    | 3     | 5:00  | Vancouver, Canada              | Eliminatoria per il titolo dei Pesi Massimi UFC |
| Vittoria  | 12-1   | Roy Nelson            | Decisione (unanime)                 | UFC 117: Silva vs. Sonnen                | 7 agosto 2010     | 3     | 5:00  | Oakland, Stati Uniti           |                                                 |
| Vittoria  | 11-1   | Gabriel Gonzaga       | KO Tecnico (pugni)                  | UFC Live: Vera vs. Jones                 | 21 marzo 2010     | 1     | 3:53  | Broomfield, Stati Uniti        |                                                 |
| Vittoria  | 10-1   | Gilbert Yvel          | KO Tecnico (pugni)                  | UFC 108: Evans vs. Silva                 | 2 gennaio 2010    | 1     | 2:07  | Las Vegas, Stati Uniti         |                                                 |
| Vittoria  | 9-1    | Mirko Filipović       | KO Tecnico (sottomissione ai pugni) | UFC 103: Franklin vs. Belfort            | 19 settembre 2009 | 3     | 2:00  | Dallas, Stati Uniti            |                                                 |
| Vittoria  | 8-1    | Stefan Struve         | KO Tecnico (pugni)                  | UFC 95: Sanchez vs. Stevenson            | 21 febbraio 2009  | 1     | 0:54  | Londra, Regno Unito            |                                                 |
| Vittoria  | 7-1    | Fabrício Werdum       | KO Tecnico (pugni)                  | UFC 90: Silva vs. Côté                   | 25 ottobre 2008   | 1     | 1:17  | Rosemont, Stati Uniti          | Debutto in UFC                                  |
| Vittoria  | 6-1    | Geronimo dos Santos   | KO Tecnico (stop medico)            | Demo Fight 3                             | 24 maggio 2008    | 1     | 0:44  | Salvador, Brasile              |                                                 |
| Sconfitta | 5-1    | Joaquim Ferreira      | Sottomissione (armbar)              | MTL: Final                               | 10 novembre 2007  | 1     | 1:13  | San Paolo, Brasile             |                                                 |
| Vittoria  | 5-0    | Jair Goncalves        | KO Tecnico (pugni)                  | Mo Team League 2                         | 29 settembre 2007 | 1     | 2:52  | San Paolo, Brasile             |                                                 |
| Vittoria  | 4-0    | Joaquim Ferreira      | KO Tecnico (ritiro)                 | XFC: Brazil                              | 29 aprile 2007    | 1     | 5:00  | Rio de Janeiro, Brasile        |                                                 |
| Vittoria  | 3-0    | Edson Silva           | KO (stop medico)                    | XFC: Brazil                              | 29 aprile 2007    | 1     | 8:46  | Rio de Janeiro, Brasile        |                                                 |
| Vittoria  | 2-0    | Eduardo Maiorino      | Sottomissione (ghigliottina)        | Minotauro Fights 5                       | 9 dicembre 2006   | 1     | 0:50  | São Bernardo do Campo, Brasile |                                                 |
| Vittoria  | 1-0    | Jailson Silva Santos  | KO (soccer kick)                    | Demo Fight 1                             | 16 luglio 2006    | 1     | -     | Salvador, Brasile              |                                                 |

## Vita privata
Dos Santos ha affermato che il suo allenatore Antônio Rodrigo "Minotauro" Nogueira è il suo eroe; inoltre ritiene Fedor Emelianenko il più forte lottatore di tutti i tempi.
Oltre alla lingua madre portoghese, Dos Santos parla inglese.
Il suo soprannome "Cigano" gli fu affibbiato all'epoca in cui combatteva nei tornei di jiu jitsu brasiliano e in portoghese significa "zingaro".